# Juncus polyanthemus
Juncus polyanthemus är en tågväxtart som beskrevs av Franz Georg Philipp Buchenau. Juncus polyanthemus ingår i släktet tåg, och familjen tågväxter. Inga underarter finns listade i Catalogue of Life.